# Дейнеко, Михаил Иванович
Михаил Иванович Дейнеко (6 октября 1937, пос. Волоконовка, совр. Белгородская область — 28 апреля 1994, Новосибирск) — советский и российский оперный певец (бас), заслуженный артист РСФСР (1987).

## Биография
Родился 6 октября 1937 года в посёлке Волоконовка Валуйского района современной Белгородской области. Окончил Московскую государственную консерваторию (1964).
Был солистом Новосибирского театра оперы и балета (1964—1965, 1975—1994), филармонии в Кисловодске (1965—1967), Горьковского театра оперы и балета (1967—1972), Казахского театра оперы и балета имени Абая (1972—1975).
В составе театральной труппы посещал Польшу (1986) и Египет (1993). По приглашению выступал персонально во Франции, Польше, Израиле и Голландии.
Похоронен на Заельцовском кладбище Новосибирска (квартал 86).

## Басовые партии на сцене Новосибирска
- Борис Годунов, Пимен — Борис Годунов (М. Мусоргский);
- Досифей — Хованщина (М. Мусоргский);
- Гремин — Евгений Онегин (П. Чайковский);
- Мефистофель — Фауст (Ш. Гуно);
- Архиепископ — Орлеанская дева (П. Чайковский);
- Царь Египта, Рамфис — Аида (Дж. Верди);
- Мельник — Русалка (А. Даргомыжский);
- Кончак — Князь Игорь (А. Бородин);
- Спарафучиле — Риголетто (Дж. Верди);
- Дон Базилио — Севильский цирюльник (Дж. Россини);
- Король Рене — Иоланта (П. Чайковский);
- Лодовико — Отелло (Дж. Верди);
- Сурин — Пиковая дама (П. Чайковский);
- Собакин — Царская невеста (Н. Римский-Корсаков) и т. д.[1]